# Open Comunidad de Madrid 2023
L'Open Comunidad de Madrid 2022 è stato un torneo maschile di tennis giocato sulla terra rossa. È stata la 2ª edizione del torneo, facente parte della categoria Challenger 75 nell'ambito dell'ATP Challenger Tour 2023. Si è giocato al Club de Campo Villa de Madrid di Madrid, in Spagna, dal 10 al 16 aprile 2023.

## Partecipanti

### Teste di serie
| Nazionalità | Giocatore          | Ranking* | Testa di serie |
| ----------- | ------------------ | -------- | -------------- |
| Argentina   | Pedro Cachín       | 67       | 1              |
|             | Aleksandr Ševčenko | 103      | 2              |
| Italia      | Francesco Passaro  | 115      | 3              |
| Croazia     | Borna Gojo         | 117      | 4              |
| Austria     | Sebastian Ofner    | 122      | 5              |
| Francia     | Hugo Grenier       | 129      | 6              |
| Italia      | Raul Brancaccio    | 135      | 7              |
| Slovacchia  | Jozef Kovalík      | 143      | 8              |

* Ranking al 3 aprile 2023.

### Altri partecipanti
I seguenti giocatori hanno ricevuto una wild card per il tabellone principale:
- Miguel Damas
- Martín Landaluce
- Alejandro Moro Cañas

I seguenti giocatori sono entrati in tabellone come alternate:
- Titouan Droguet
- Omar Jasika

I seguenti giocatori sono passati dalle qualificazioni:
- Viktor Durasovic
- Billy Harris
- Javier Martí
- Daniel Rincón
- Nikolás Sánchez Izquierdo
- Aleksej Vatutin

I seguenti giocatori sono entrati in tabellone come lucky loser:
- Henri Squire
- Akira Santillan
- Sergi Perez Contri

## Punti e montepremi
| Torneo    | Torneo              | V     | F     | SF    | QF    | 2T    | 1T  | Q | Q2  | Q1  |
| Singolare | Punti               | 75    | 50    | 30    | 16    | 7     | 0   | 4 | 2   | 0   |
| Singolare | Premi in denaro (€) | 9,880 | 5,820 | 3,450 | 2,000 | 1,165 | 720 | – | 360 | 185 |
| Doppio    | Punti               | 75    | 50    | 30    | 16    | –     | 0   | – | –   | –   |
| Doppio    | Premi in denaro (€) | 4,250 | 2,450 | 1,480 | 880   | –     | 500 | – | –   | –   |

## Campioni

### Singolare
Aleksandr Ševčenko ha sconfitto in finale  Pedro Cachín con il punteggio di 6–4, 6–3.

### Doppio
Ivan Liutarevich /  Vladyslav Manafov hanno sconfitto in finale  Patrik Niklas-Salminen /  Bart Stevens con il punteggio di 6–4, 6–4.